# Pristolepis
Pristolepis là chi cá duy nhất trong họ Pristolepididae. Chi này từng có thời được coi là một phần của họ Nandidae và xếp trong bộ Cá vược, nhưng gần đây được xếp trong bộ Anabantiformes.

## Từ nguyên
Pristolepis có nguồn gốc từ tiếng Hy Lạp cổ πρίστις (prístis) nghĩa là "cá đao" hoặc "cưa" và λεπίς (lepis) nghĩa là "vảy" hay "lưỡi cưa". Để nói tới các vảy lớn, thô nhám có khía răng cưa rất mịn ở chi này.

## Mô tả
Thân hình ôvan rộng, ép dẹp. Xương trước nắp mangcos khía răng cưa mịn. Xương nắp mang với 2 gai phẳng. Các hàm gần như đều. Răng ‘như nhung’ có ở cả hai hàm, trên xương lá mía, trên tấm vòm miệng, gốc lưỡi, với một hàng răng nhọn lớn hơn ở phía trước có kích thước không đều ở hàm trên. Vây lưng với các vảy nhỏ tại gốc. Các vảy lớn, thô nhám, có khía răng cưa rất mịn ở bên ngoài. Từ đây mà có tên chi. Đường bên gián đoạn. Tia mang 6.

## Các loài
Hiện tại 8 loài được ghi nhận trong chi này:
- Pristolepis fasciata (Bleeker, 1851), (đồng nghĩa Pristolepis fasciatus): Cá rô biển, sặc vện Malaysia. Có trong lưu vực các sông Mê Kông, Chao Phraya và Mae Klong, Malaysia bán đảo, Sumatra, Borneo.
- Pristolepis grootii (Bleeker, 1852): Có tại Sumatra, Borneo, Bangka và Belitung ở Indonesia. Cũng ghi nhận tại Sarawak, Borneo ở Malaysia và Thái Lan.
- Pristolepis malabarica (Günther, 1864):[8] Sông Manimala, bang Kerala, Ấn Độ.
- Pristolepis marginata Jerdon, 1849: Tây Ghats, Ấn Độ.
- Pristolepis pauciradiata Plamoottil & Win, 2017:[9] Bang Kayin, Myanmar.
- Pristolepis pentacantha Plamoottil, 2014:[10] Ấn Độ.
- Pristolepis procerus Plamoottil, 2017:[3] Chaliyar ở bang Kerala, Ấn Độ.
- Pristolepis rubripinnis Britz, Krishna Kumar & Baby, 2012:[11] Các sông Pamba và Chalakudy ở bang Kerala, Ấn Độ.